# República Sérvia
A República Sérvia (em sérvio: Република Српска; romaniz.: Republika Srpska), também conhecida como República de Srpska, é uma das duas entidades políticas em que está dividida a Bósnia e Herzegovina, sendo a outra a Federação da Bósnia e Herzegovina. A constituição da República Sérvia a define como territorialmente unificada, indivisível; sendo legal e constitucionalmente uma entidade inalienável da Bósnia e Herzegovina, sendo que executa de forma independente suas funções constitucionais, legislativas, executivas e judiciais. A Assembleia Nacional e o Governo da República Sérvia têm suas sedes em Banja Luka, embora Sarajevo continua a ser oficialmente a capital.
Foi constituída como entidade em 21 de dezembro de 1991 e proclamou a independência em 7 de abril de 1992, levando à Guerra da Bósnia entre a República Srpska e a República da Bósnia e Herzegovina. Voltou a integrar-se à Bósnia e Herzegovina em 14 de dezembro de 1995 após a assinatura do Acordo de Dayton.
A República Sérvia tem um governo de estilo parlamentar, com a Assembleia Nacional detendo o poder legislativo dentro da entidade. A República Sérvia é relativamente centralizada, embora esteja dividida em 64 municípios chamados opštine. A legislatura detém 83 assentos, e a sessão atual é a décima desde a sua fundação.

## Etimologia

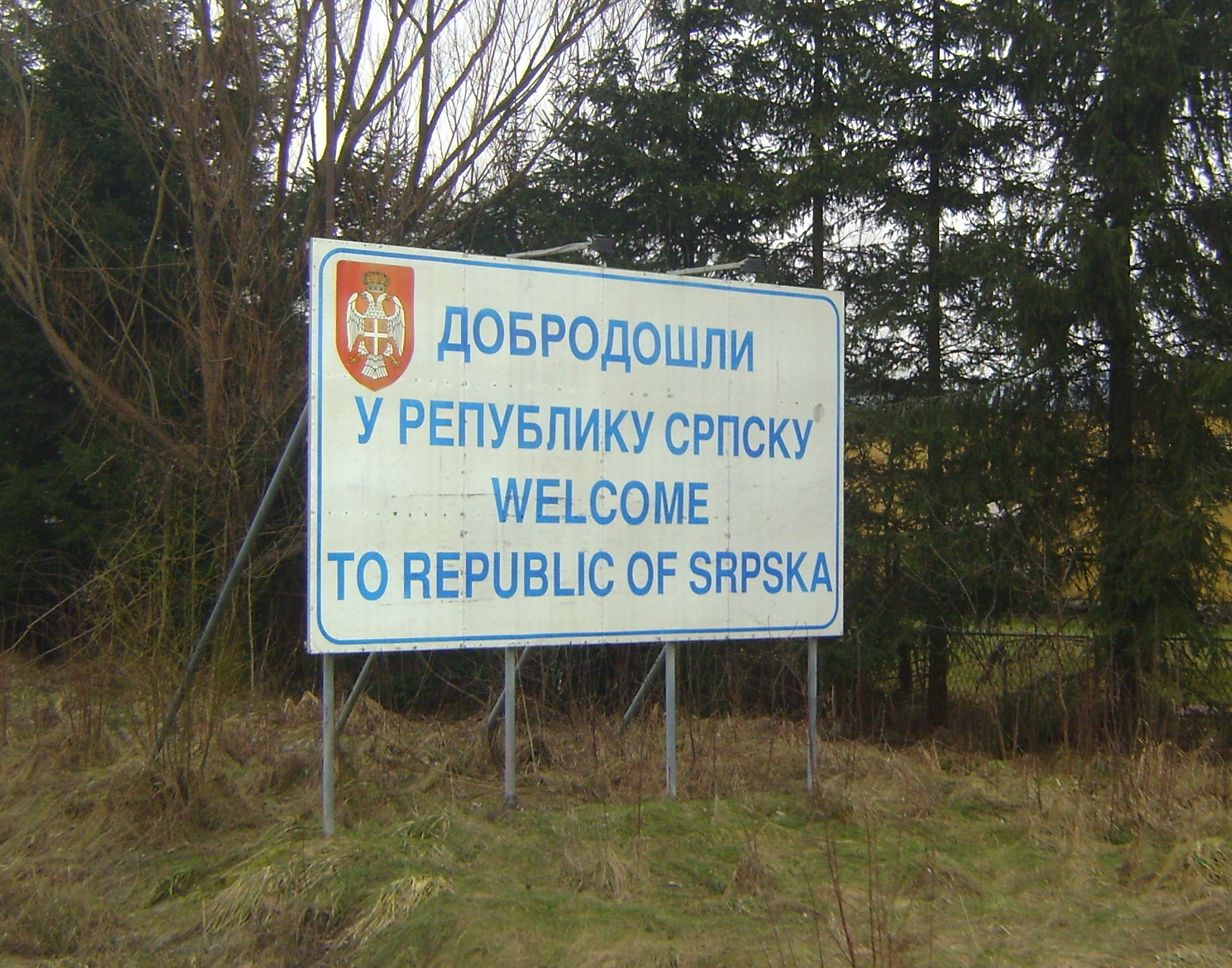
Sinal de boas-vindas na linha administrativa com a Federação da Bósnia e Herzegovina.

No nome Republika Srpska, Srpska é um substantivo derivado do etnônimo dos sérvios com um sufixo diferente de Srbija 'Sérvia'. Em sérvio, muitos nomes de países são formados com o sufixo -sk- (por exemplo, Bugarska 'Bulgária', Danska 'Dinamarca', Finska 'Finlândia', Hrvatska 'Croácia', Irska 'Irlanda', Turska 'Turquia'). Uma vez que o sufixo -sk- originalmente forma adjetivos e os nomes dos países deste tipo são nominalizações, Republika Srpska tem sido muitas vezes mal interpretada como significando 'República Sérvia'. No entanto, o substantivo Srpska é frequentemente usado sem Republika como um substantivo autônomo em sérvio, por exemplo, nos nomes do partido político United Srpska (Ujedinjena Srpska), do jornal Glas Srpske, do serviço postal Pošte Srpske ou da Associação dos Escritores da República Srpska (Udruženje književnika Srpske). Como um substantivo próprio, Srpska é sempre maiúsculo em sérvio, enquanto adjetivos pós-positivos em nomes e títulos não são (e.g., Matica srpska, com um s minúsculo no adjetivo srpska 'sérvio'). O Governo da República Sérvia usa o nome “República de Srpska”, em inglês (Republic of Srpska), em atos oficiais.
Embora a Republika Srpska seja glosada/traduzida como "República Sérvia", "República Sérvia da Bósnia", ou "República de Srpska", a Constituição da Bósnia e Herzegovina e fontes de notícias em inglês, como a BBC, The New York Times, e The Guardian geralmente se referem à entidade por sua transliteração latina Republika Srpska.
Segundo Glas Srpske, um jornal diário de Banja Luka, o nome da entidade moderna foi criado por seu primeiro ministro da cultura, Ljubomir Zuković.

## Geografia

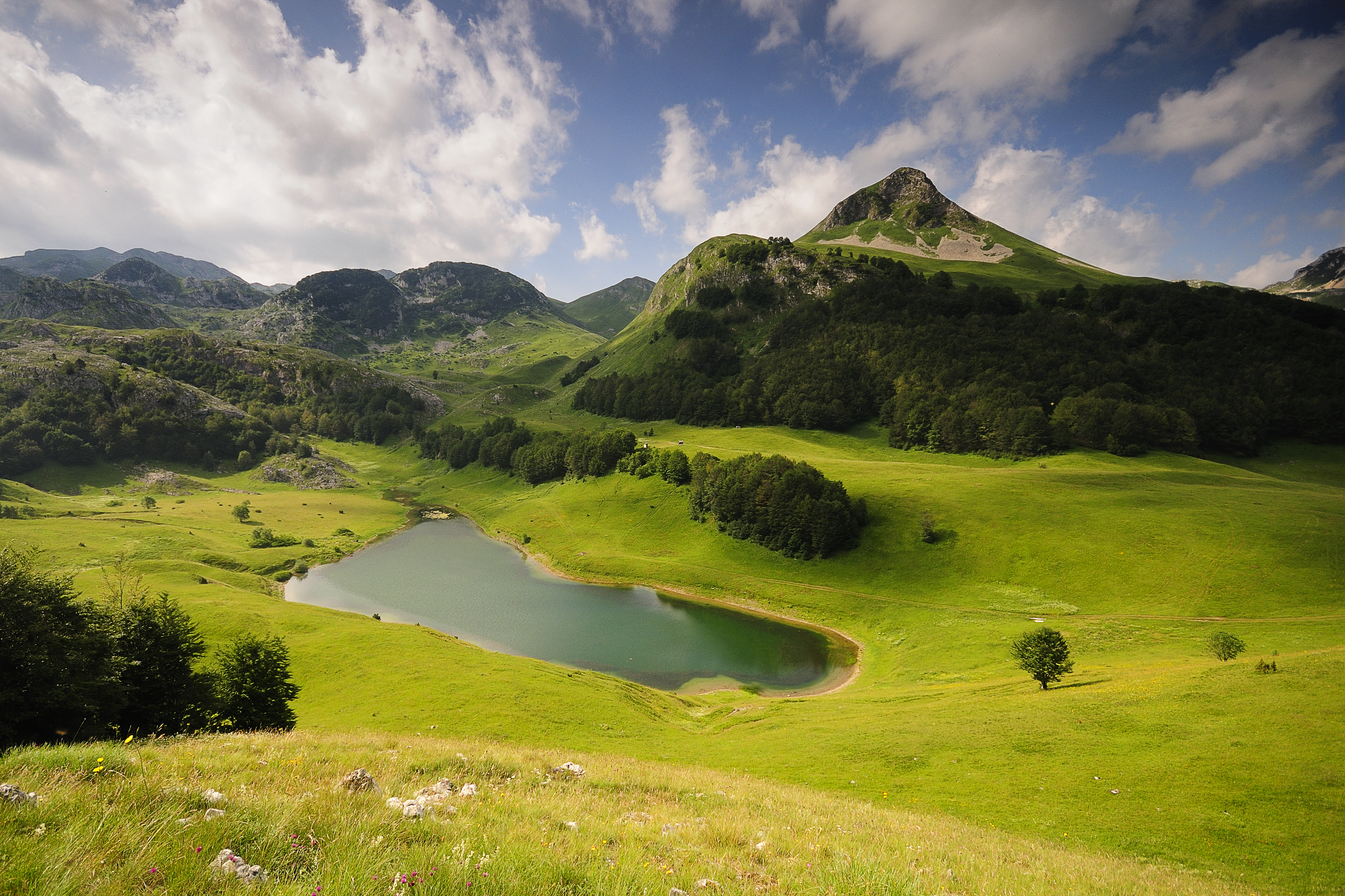
Lago Orlovačko localizado no Parque Nacional Sutjeska

Situada no sudeste da Europa, a República Sérvia está localizada na Península dos Bálcãs, com suas extensões ao norte alcançando a Bacia da Panônia. A República Sérvia situa-se entre as latitudes 42° e 46° N e as longitudes 16° e 20° E. A entidade é dividida em duas partes principais pelo distrito de Brčko; uma parte ocidental montanhosa e uma parte oriental mais variada, com montanhas altas no sul e terras férteis e planas no norte. A República Sérvia, ao contrário de sua entidade homóloga, não tem litoral.
Como o resto da Bósnia e Herzegovina, a República Sérvia é dividida em uma região da Bósnia no norte e uma região da Herzegovina no extremo sul. Dentro dessas duas macrorregiões existem regiões geográficas menores, desde as colinas arborizadas de Bosanska Krajina no noroeste até as férteis planícies de Semberija no nordeste.
A República Sérvia cobre 24 816,2 quilômetros quadrados (9.582 milhas quadradas), excluindo o distrito de Brčko, que é mantido em condomínio por ambas as entidades, mas é soberano de fato na Bósnia e Herzegovina. A República Sérvia, se fosse um país, seria a 146ª maior do mundo. A elevação varia muito, com Maglić, um pico nos Alpes Dináricos perto de Montenegro, atingindo 2.386 metros (7.828 pés), e partes mais próximas do Adriático descendo ao nível do mar. A maior e mais popular estação de esqui da Bósnia e Herzegovina está situada nas encostas da montanha Jahorina, na parte oriental da entidade. Outras montanhas importantes na República Sérvia incluem Volujak, Zelengora, Lelija, Lebršnik, Crvanj, Orjen, Klekovača, Vitorog, Kozara, Romanija, Treskavica e Trebević.

### Fronteiras

Posição da República Sérvia na Bósnia e Herzegovina (em vermelho escuro). Território condomínio (em vermelho claro).

A República Sérvia faz fronteira internacional com a Croácia ao norte, a Sérvia a leste e Montenegro a sudeste. Dentro da Bósnia e Herzegovina, a Linha de Demarcação Inter-Entidades (em inglês: Inter-Entity Boundary Line - IEBL) marca a divisão administrativa da República Sérvia com a Federação da Bósnia e Herzegovina e segue essencialmente as linhas de frente no final da Guerra da Bósnia com alguns ajustes (mais importante na parte ocidental do país e ao redor de Sarajevo) conforme definido pelo Acordo de Dayton. A extensão total do IEBL é de aproximadamente 1 080 km. A IEBL é uma demarcação administrativa sem controle militar ou policial e com livre circulação através dela.

### Florestas
A República Sérvia é uma das áreas mais arborizadas da Europa, com mais de 50% de sua área composta por cobertura florestal. Perućica é uma das últimas florestas antigas da Europa.
Dois parques nacionais densamente arborizados - Parque Nacional de Sutjeska e Parque Nacional de Kozara - estão localizados na entidade.

### Águas
A maioria dos rios pertence à bacia de drenagem do Mar Negro. Os principais rios são o Sava, um afluente do Danúbio que forma a fronteira norte com a Croácia; o Bosna, Vrbas, Sana e Una, que fluem para o norte e desembocam no Sava; o Drina, que flui para o norte e forma uma parte significativa da fronteira oriental com a Sérvia, e também é um afluente do Sava. O Trebišnjica é um dos rios que mais afundam no mundo. Pertence à bacia de drenagem do Mar Adriático. A Cachoeira Skakavac no Perućica é uma das cachoeiras mais altas do país, com cerca de 75 metros (246 pés) de altura. Os lagos mais importantes são o Lago Bileća, o Lago Bardača (que inclui uma zona úmida protegida) e o Lago Balkana.

### Parques Nacionais
| Nome                        | Imagem | Área (km2) | Estabelecido |
| --------------------------- | ------ | ---------- | ------------ |
| Parque Nacional de Sutjeska |        | 173        | 1965         |
| Parque Nacional Drina       |        | 63         | 2017         |
| Parque Nacional de Kozara   |        | 34         | 1967         |

## Política

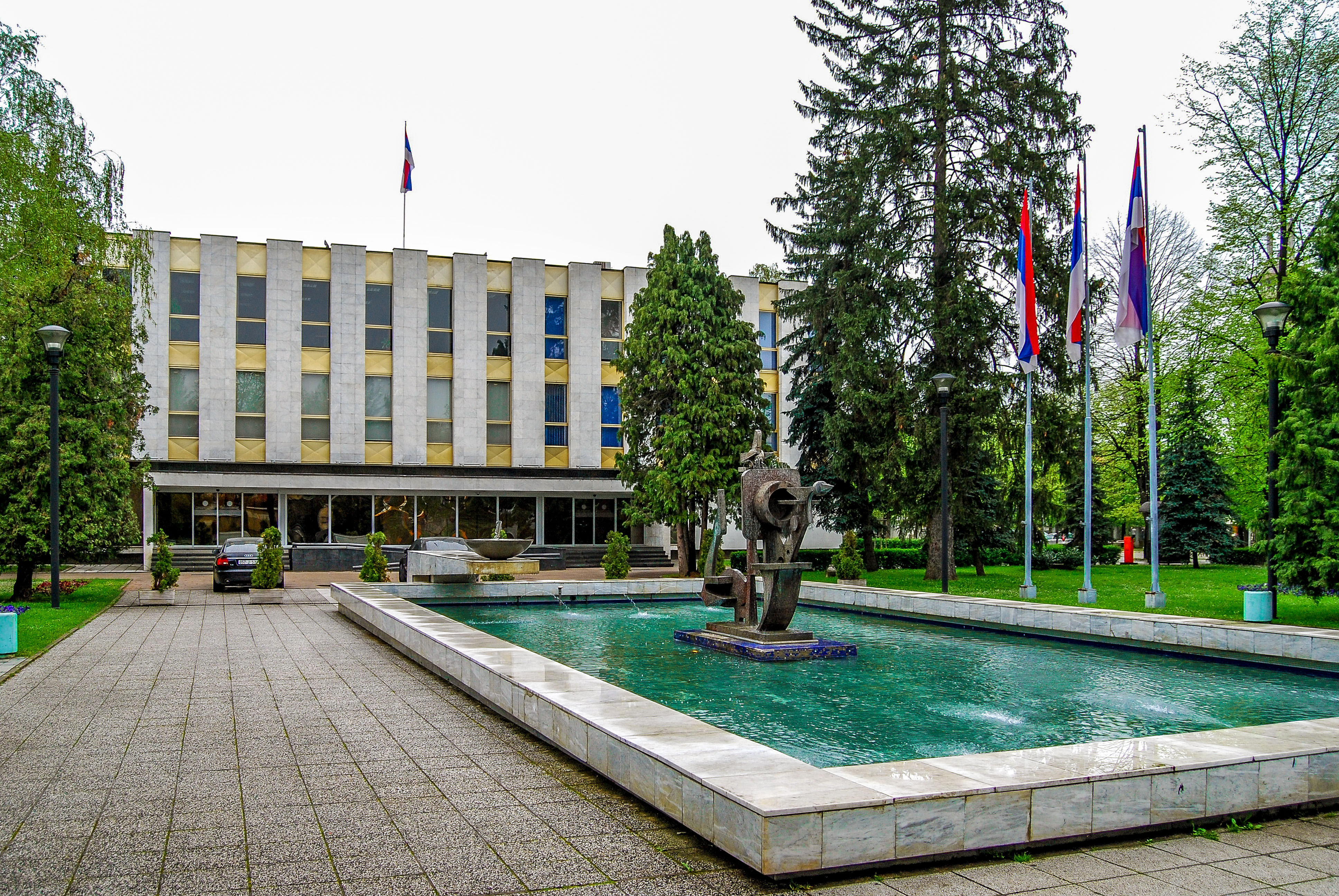
Assembleia Nacional da República Sérvia em Banja Luka

De acordo com sua constituição, a República Sérvia tem seu próprio presidente, legislatura (a Assembleia Nacional da República Sérvia, unicameral de 83 membros), governo executivo, força policial, sistema judicial, serviço alfandegário (sob o serviço alfandegário estatal) e serviço postal. Também possui símbolos oficiais, incluindo um brasão, uma bandeira (uma variante da bandeira sérvia sem o brasão exposto) e seu hino de entidade. A Lei Constitucional sobre o Brasão de Armas e o Hino da República Sérvia foi decidida em desacordo com a Constituição da Bósnia e Herzegovina, pois afirma que esses símbolos "representam o Estado da República Sérvia" e são usados "de acordo com as normas morais da povo sérvio'. De acordo com a decisão do Tribunal Constitucional, a Lei deveria ser corrigida até setembro de 2006. A República Sérvia posteriormente mudou seu emblema.
Embora a constituição nomeie Sarajevo como a capital da República Sérvia, a cidade de Banja Luka, no noroeste, é a sede da maioria das instituições do governo, incluindo o parlamento, e é, portanto, a capital de fato. Após a guerra, a República Sérvia manteve seu exército, mas em agosto de 2005, o parlamento consentiu em transferir o controle do Exército da República Sérvia para um ministério estatal e abolir o ministério da defesa e o exército da entidade em 1º de janeiro de 2006. Essas reformas foram exigidas pela OTAN como pré-condição para a admissão da Bósnia e Herzegovina no programa Parceria para a Paz. A Bósnia e Herzegovina aderiu ao programa em dezembro de 2006.